# Singampuneri
Singampuneri es una ciudad y nagar Panchayat situada en el distrito de Sivaganga en el estado de Tamil Nadu (India). Su población es de 18143 habitantes (2011). Se encuentra a 42 km de Sivaganga y a 48 km de Madurai.

## Demografía
Según el censo de 2011 la población de Singampuneri era de 18143 habitantes, de los cuales 9041 eran hombres y 9102 eran mujeres. Singampuneri tiene una tasa media de alfabetización del 85,05%, superior a la media estatal del 80,09%: la alfabetización masculina es del 90,84%, y la alfabetización femenina del 79,38%.